# 李柏文書
《李柏文书》，为传世的五胡十六国时代的行草墨迹，是前凉西域长史李柏信函、奏表残稿。
《李柏文书》写作于东晋咸和三年（328年），于1909年由日本大谷考察队员橘瑞超发现于海头古城，橘瑞超晤斯坦因后误以为出自楼兰古城。包括两件信稿及39件残片，都是纸质。此共三件文书都是纸本墨迹。其一，竖24.9cm；其二，23.5×28.3cm；其三,23.8×39.5cm。为行书十二行。第一稿笔画较粗，墨色较重，第二、三稿笔画较细，显得更加随便。尤其第一稿，隶书之意更加鲜明。第二稿许多字已具有行草书的笔意和风神。信稿起首皆“五月七日” “西域长史关内侯李柏”，内容基本相同，应是同类信函之复拟稿。正式信函应已誊清寄出。通过残表判断，收信人似有焉耆王龙熙。信稿称“诏家见遣来慰劳诸国”，残表也有“命慰劳”语，并叙“逆贼赵”等状。信、表皆撰于前凉张骏时，当时西域长史驻海头。信、表都有 “到海头”、“达海头”之语，一信稿于 “二日到此”句下特注明“海头”，可明此诸稿都是撰于海头。反映李柏至海头后受命联合西域诸国共击赵贞事。李柏曾任西域长史、关内侯。见于《晋书·张轨传》。